# 靶洋葱球虫
靶洋葱球虫（学名：Cromyosphaera parma）为光滑球虫科洋葱球虫属的动物。在中国，分布于东海等海域。该物种的模式产地在东海28°30'N、128°N。